# 苟雲森

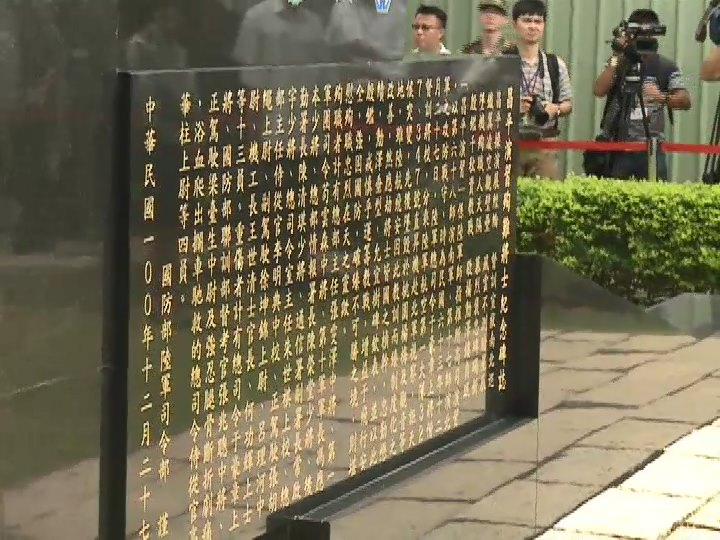
刻有苟雲森等殉職官兵姓名的「昌平演習殉難將士紀念碑誌」，位於台灣桃園市龍潭區陸軍龍城營區內。

苟云森（1920年8月10日—1974年12月27日），字运生，中華民國陸軍中將，四川成都人，中央军校第四分校第15期步科毕业。陆军大学西南参谋班特训班第1期毕业。抗日战争爆发后，历任第160师排、连、营长，海南防卫总司令部保安第2旅第5团副团长，第一八九团团长。1950年5月到台湾，任第96师81团团长，第26师副师长，陆军总部警卫团副团长，三军大学石牌联战班上校教官。1963年3月授陆军少将，任陆军训练作战发展司令部副司令，次年调任陆军总司令部第三署中将署长。1971年任第9军军长，马祖防卫司令部司令。1974年12月27日時任第九任第一野戰軍團司令任內，發生「昌平演習」期間因直升機失事於桃園縣（現桃園市）遇难[註1]。